# Palpomyia nigrotibialis
Palpomyia nigrotibialis är en tvåvingeart som beskrevs av Remm 1976. Palpomyia nigrotibialis ingår i släktet Palpomyia och familjen svidknott. Inga underarter finns listade i Catalogue of Life.